# Trošelji
Trošelji är ett samhälle i Bosnien och Hercegovina.   Det ligger i entiteten Republika Srpska, i den norra delen av landet, 160 km nordväst om huvudstaden Sarajevo. Trošelji ligger 92 meter över havet och antalet invånare är 575.
Terrängen runt Trošelji är mycket platt. Närmaste större samhälle är Bosanska Gradiška, 11,9 km nordväst om Trošelji. 
Omgivningarna runt Trošelji är en mosaik av jordbruksmark och naturlig växtlighet. Runt Trošelji är det ganska tätbefolkat, med 67 invånare per kvadratkilometer.